# عثمان مروندی
عثمان مروندی و یا عثمان مرندی (زادهٔ ۵۸۳ – درگذشتهٔ ۶۷۳ هجری قمری) زاده شهر مرند در ایران است، که به نام شهباز لعل قلندر شهرت دارد .در خانواده‌ «سید کبیر» در مرند متولد شد. از عرفا و شاعران پارسی‌گوی، عارفی دانشمند، درویشی صاحب کرامات بود و اشعارش عارفانه است. عارف ایرانی ناشناخته در ايران و قطب العارفين در شبه قاره هند . در سال ۶۲۲ ه.ق به شرق هجرت و در مولتان اقامت گزید و در نهایت در ۲۱ شعبان ۶۷۳ پس از عمری فعالیت در عرفان و خدمت در نشر اسلام در شبه قاره، جان به جان آفرین تسلیم کرد و در «سهوان» به خاك سپرده شد. اما اکثر مورخان خارجی او را اهل مروند (میوند) در 70 کیلومتری قندهار افغانستان می‌دانند. خود شهباز لعل قلندر خود را مروندی معرفی می‌کند. حال آنکه اگر او اهل مرند بود خود را مرندی معرفی می‌کرد. هرگز به مرندی، مروندی نمی‌گویند.

## زبان فارسی در سند

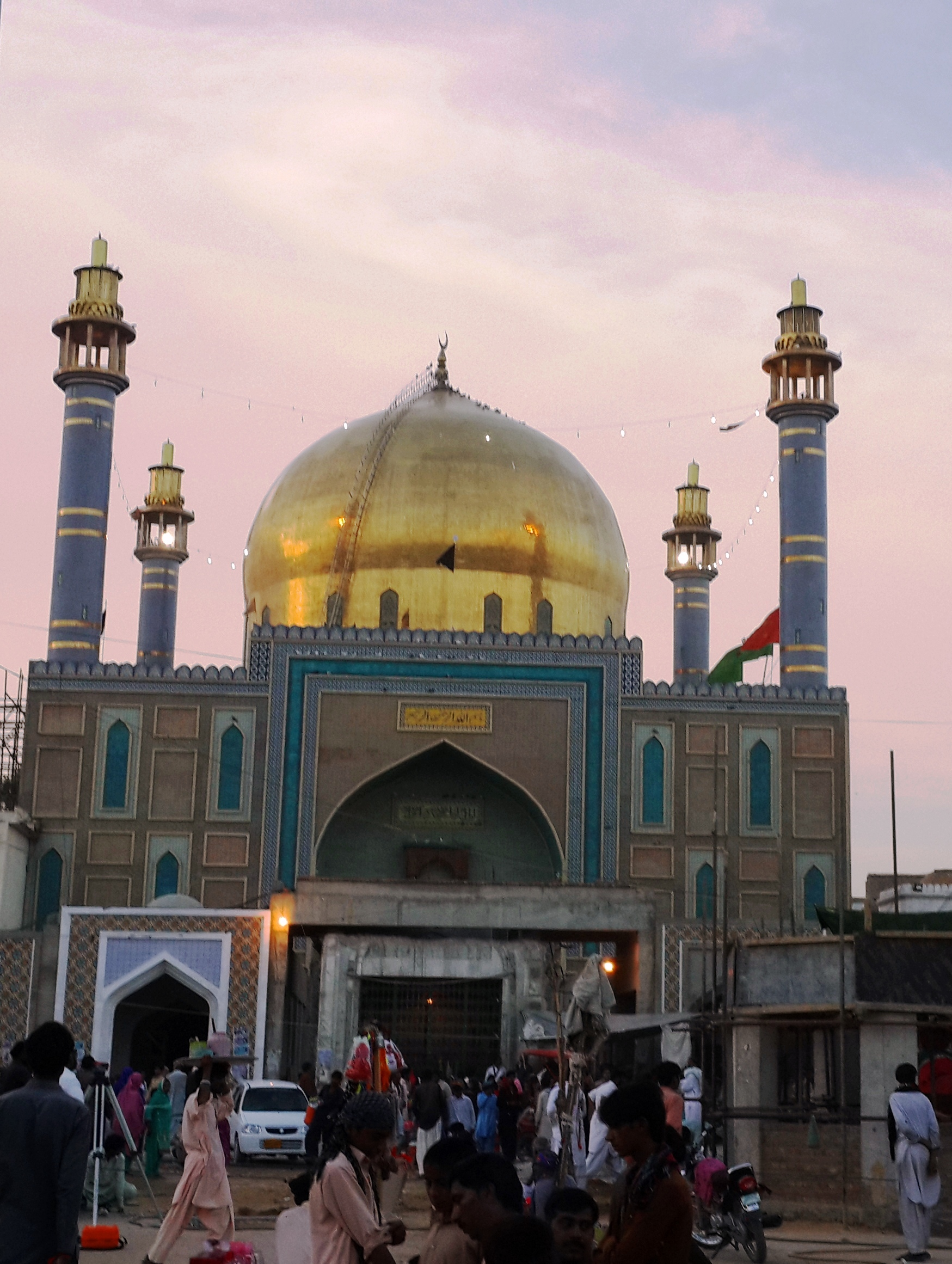
آرامگاه عثمان مروندی

با انقراض دودمان برهمنان و پس از استقرار عرب (۹۲ ه‍. ق) طبعاً زبان فاتحین به‌تدریج در سند رواج یافت، ولی چگونه و در چه تاریخ زبان فارسی جانشین زبان عربی گردیده‌است، هنوز هم بر ما روشن نیست. بعضی از نویسندگان معتقدند که زبان فارسی با سپاهیان عرب به سند آمد زیرا قسمت عمدهٔ سپاه محمد بن قاسم که در شیراز فراهم آمد از جنگجویان ایرانی تشکیل یافته بود. برخی دیگر بر این عقیده‌اند که زبان فارسی در اواسط سدهٔ سوم هجری در سند انتشار یافت زیرا یعقوب لیث که در آن هنگام در سند سلطه و نفوذی داشت زبان عربی نمی‌دانست و در اشاعهٔ زبان و ادب فارسی تعصب شدیدی داشت. بنا به نوشتهٔ دو جغرافیدان معروف عرب قرن چهارم هجری، ابن حوقل و محمد مقدسی، مردم سند در آن تاریخ به زبان‌های مادری و عربی تکلم می‌کرده‌اند. بنابراین به احتمال قوی زبان فارسی هم در آنجا رواج داشته به سند راه یافته‌است. به هر حال، چون مدرک تاریخی در دست نیست نمی‌توان به‌طور قطع در این باره اظهار نظر کرد. حتی در دوره‌ای که قسمتی از سند تحت حکمفرمایی ناصرالدین قباچه بود (در سال ۶۲۵ هجری در آب غرقه شد) یا هنگامی که سند از طرف علاءالدین خلجی (۶۹۵–۷۱۵ ه‍. ق) مورد حمله قرار گرفت. هیچ‌گونه اطلاعات صحیحی دربارهٔ چگونگی زبان و ادب فارسی در سند در دست نداریم.
ما فقط در تاریخ به نام دو شاعر خارجی برمی‌خوریم که در قرن هفتم هجری به سند آمدند و در آنجا اقامت گزیدند؛ یکی از آنان علی بن حامد کوفی است و دیگری عثمان مروندی.

## زندگی
تاریخ وفات او را به اختلاف ۶۵۰ و ۶۷۳ نوشته‌اند. طول عمرش ۱۱۲ سال، در تأیید تاریخ اول این قطعه ذکر شده‌است که به حساب ابجد تولدش سال ۵۳۸ است و درگذشتش سال ۶۵۰ هجری است:
| بجو تاریخ شیخ‌الدین عثمان |  | به‌در کن «رنج» از «فلک کرامت» |

| سن عمرش «ولی‌الله»، وفاتش |  | سروش غیب می‌گوید: «برحمت» |
| ۱۱۲                      |  | ۶۵۰                      |

ظاهراً این تاریخ درست نیست زیرا هنگامی که شیخ به مولتان رفت، شاهزاده محمد پسر غیاث‌الدین بلبن، از او درخواست که بر طول مدت اقامت خود در آن‌جا بیفزاید، و این تاریخ نمی‌تواند قبل از سال ۶۶۳–۶۶۴ ه‍.ق باشد. زیرا مقارن این زمان غیاث‌الدین بر تخت نشست و محمد را به حکومت مولتان منصوب نمود؛ بنابراین بیشتر احتمال دارد که سال ۶۷۳ ه‍.ق با تاریخ وفات او مطابقت کند.

## آثار
بعضی به غلط عثمان مروندی را مصنف کتاب معروف «عشقیه» دانسته‌اند و علت این اشتباه شباهت نام وی با منصف «عشقیه» عثمان انصاری و هم‌وزن بودن لغت «مروندی» با «انصاری» بوده‌است، گفتنی است که در کتاب «عشقیه» اشعاری از حافظ و جامی و بعضی از شاعران دیگر است که پس از دوران عثمان مروندی می‌زیسته‌اند.

## نمونه شعر
| رسیدم من به دریایی که موجش آدمی خوار است |  | نه کشتی اندر آن دریا، نه ملاحی؛ عجب کار است! |
| شریعت کشتیی باشد، طریقت بادبان او        |  | حقیقت لنگری باشد که راه فقر دشوار است        |
| چو آبش جمله خون دیدم بترسیدم ازین دریا   |  | به دل گفتم چرا ترسی گذر باید که ناچار است    |
| ندا از حق چنین آمد: مگر ترسی زجان خود؟   |  | جان مشتاقان درن دریا نگونسار است             |
| ایا عثمان مروندی سخن با پرده داری گو     |  | نیابی در جهان یاری که این‌جا پر ز اغیار است   |
| ***                                      |  |                                              |
| شهباز لامکانم، من در مکان نگنجم          |  | عنقای بی نشانم، من در نشان نگنجم             |
| ***                                      |  |                                              |
| زعشق دوست هر ساعت درون نار می‌رقصم        |  | گهی بر خاک می‌غلطم گهی بر خار می‌رقصم          |
| شدم بدنام عشقت، بیا ای پارسا اکنون       |  | نمی‌ترسم ز رسوایی به هر بازار می‌رقصم          |
| بیا ای مطرب مجلس سماع و ذوق را در ده     |  | که من از شادی وصلش قلندروار می‌رقصم           |
| منم عثمان مروندی که یار خواجه منصورم     |  | ملامت می‌کند خلقی و من بر دار می‌رقصم          |

## پی‌نوشت
1. ↑  دانشنامه جهان اسلام،زرین کوب
2. ↑  دانشنامه جهان اسلام،زرین کوب
3. ↑  سدارنگانی، پارسی‌گویان هند و سند.
4. ↑  پروفسور غنی، Pre-Mughel Persian in Hindustan، ص۶۰
5. ↑  عرب و هند تعلقات، تألیف سیدسلیمان ندوی (ص۳۳۱ و ۳۴۸) خیلی عجیب است که مؤلف «Gzaetteer of the Province of sind» (ج۱۰، ص۹۱) وایلیوت «The Cambridge history of India» (ج۱، ص۲۹) می‌نویسد که در سال ۹۵۱ ه‍.ق یعنی زمانی که استخری از سند مسافرت نمود مردم سند به زبان‌های فارسی و سندی سخن می‌گفتند
6. ↑  سدارنگانی، پارسی‌گویان هند و سند.
7. ↑  سدارنگانی، پارسی‌گویان هند و سند.
8. ↑  سدارنگانی، پارسی‌گویان هند و سند.
9. ↑  سدارنگانی، پارسی‌گویان هند و سند.